# Український сурмач
«Український сурмач» — часопис українських культурно-освітніх організацій табору інтернованих вояків УНР в Каліші—Щипйорно, Польща.

## Історія
Часопис виходив з квітня 1922 по серпень 1923 року. Перший номер «Українського сурмача» вийшов 27 квітня 1922 року. Часопис виходив два рази на тиждень, у четвер та неділю, починаючи з № 48 за 1923 рік — раз на тиждень.
Редактором часопису був Леонід Волохів, коректором — Олекса Костюченко, членами редакційного комітету — Іван Зубенко, В'ячеслав Прокопович, Євген Маланюк, Архип Кмета.
У часописі друкувався Симон Петлюра, Євген Маланюк, Семен Левченко, Олександр Варавин, Микола Битинський, Пилип Загоруйко, Антін Коршнівський, Микола Чирський, Антін Павлюк, Олександр Семмо та инші.
Часопис мав постійні рубрики: «На Україні», «Життя таборів», «З преси», «Останні вісті», «Вісті зі світу», «Театр і мистецтво», «Телеграми», «Література і бібліографія», «Малий фейлетон», «Поштова скринька», «Ріжні вісті», «Конференція в Генуї».